# Shannon (unidad)
El shannon (símbolo: Sh), más comúnmente conocido como bit, es una unidad de información y de entropía definida por el estándar IEC 80000-13. Corresponde al contenido de información de un evento que ocurre cuando su probabilidad es 1/2.
También es la entropía de un sistema con dos estados igualmente probables. Si un mensaje está contenido en una secuencia de un número dado de bits, con todas las cadenas de bits posibles igualmente probables, el contenido de información del mensaje expresado en shannons es igual al número de bits de la secuencia. Por esta razón y por razones históricas, el shannon se conoce más comúnmente como bit.
La introducción   del término shannon proporciona una distinción explícita entre la cantidad de información que se expresa y la cantidad de datos que pueden usarse para representar la información. La norma IEEE Std 260.1-2004 todavía define la unidad para este significado como el bit, sin mencionar el shannon. 
El shannon se puede convertir a otras unidades de información de acuerdo con
1 Sh = 1 bit ≈ 0.693 nat ≈ 0.301 Hart
El shannon lleva el nombre de Claude Shannon, el fundador de la teoría de la información. 